# Baraqueville
Baraqueville (okcitansko La Barraca de Fraisse) je naselje in občina v južnem francoskem departmaju Aveyron regije Jug-Pireneji. Leta 2008 je naselje imelo 2.989 prebivalcev.

## Geografija
Kraj leži v pokrajini Rouergue 17 km jugozahodno od središča departmaja Rodeza.

## Uprava
Baraqueville je sedež kantona Baraqueville-Sauveterre, v katerega so poleg njegove vključene še občine Boussac, Camboulazet, Castanet, Colombiès, Gramond, Manhac, Moyrazès, Pradinas in Sauveterre-de-Rouergue z 8.433 prebivalci.
Kanton Baraqueville-Sauveterre je sestavni del okrožja Rodez.

## Zgodovina
Uradno je občina nastala 1. januarja 1973 z združitvijo do tedaj samostojnih občin Carcenac-Peyralès in Vors. 